# 味と人情てんこ盛り!激セマ繁盛店
『味と人情てんこ盛り!激セマ繁盛店』（あじとにんじょうてんこもり!げきセマはんじょうてん）は、テレビ東京系列の『日曜ビッグバラエティ』枠で放送されていたテレビ東京製作のグルメバラエティ番組である。2009年から2014年まで8回放送された。

## 概要
リポーターが日本各地にある、席数が少なく、店の面積が異常に狭いながらも人気がある飲食店を紹介していく。登場する店は面積が数坪、5人も入れば満員といった店ばかりであり、狭いながらも店を効率よく回転させる秘訣やアイデアなども紹介している。

## 放送日時
| 回数  | 放送日         | 日時               |
| ----- | -------------- | ------------------ |
| 第1回 | 2009年5月10日  | 日曜 20:00 - 21:48 |
| 第2回 | 2010年5月16日  | 日曜 19:54 - 21:48 |
| 第3回 | 2010年10月17日 | 日曜 19:54 - 21:48 |
| 第4回 | 2011年7月10日  | 日曜 19:54 - 21:48 |
| 第5回 | 2012年7月8日   | 日曜 19:54 - 21:48 |
| 第6回 | 2013年3月17日  | 日曜 19:54 - 21:48 |
| 第7回 | 2013年11月17日 | 日曜 19:54 - 21:48 |
| 第8回 | 2014年6月15日  | 日曜 19:54 - 21:48 |

## スタッフ

### 第6回（2013年3月17日放送分）
- ナレーション：屋良有作
- 構成：政宗史子、弓場伸治
- 技術：池田浩之
- 映像：辻源之
- カメラ：清水徹
- 音声：藤井忍
- 照明：木村伸
- アートプロデューサー：薬師寺哲朗
- 美術デザイン：岡野真由子
- 美術進行：野本和宏
- 大道具：佐藤隆幸
- 小道具：舘直樹
- 電飾：コマデン
- TK：葛貫明子
- メイク：山田かつら
- 編集：竹村和佳奈（e-naスタジオ）
- MA：玉田良太（e-naスタジオ）
- 音響効果：引地康文・小松由佳（TSP）
- ロケ技術：ハセプロ、アニキ、ファーストハンド、MABU、ヌーベルバーグ、めんこいエンタープライズ、元気、ヴイ・ビジョンスタジオ
- 技術協力：テクノマックス
- 美術・照明協力：テレビ東京アート
- リサーチ：ニューズクリエイト
- 番宣：澁谷牧代
- デスク：吉田麻紀子
- AP：服部真子
- AD：勝木拓郎
- ディレクター：如沢大介、関根由美子、丸山仁、縫田輝久、生越直紀、奥田紗代
- プロデューサー：内田久善、飯田進
- チーフプロデューサー：加藤正敏
- 制作協力：花組
- 製作著作：テレビ東京